# Sławno (gromada w powiecie opoczyńskim)
Sławno – dawna gromada, czyli najmniejsza jednostka podziału terytorialnego Polskiej Rzeczypospolitej Ludowej w latach 1954–1972.
Gromady, z gromadzkimi radami narodowymi (GRN) jako organami władzy najniższego stopnia na wsi, funkcjonowały od reformy reorganizującej administrację wiejską przeprowadzonej jesienią 1954 do momentu ich zniesienia z dniem 1 stycznia 1973, tym samym wypierając organizację gminną w latach 1954–1972.
Gromadę Sławno z siedzibą GRN w Sławnie utworzono – jako jedną z 8759 gromad na obszarze Polski – w powiecie opoczyńskim w woj. kieleckim, na mocy uchwały nr 13g/54 WRN w Kielcach z dnia 29 września 1954. W skład jednostki weszły obszary dotychczasowych gromad Sławno, Sławno Kościelne, Wygnanów, Olszowiec i Radonia ze zniesionej gminy Janków w tymże powiecie. Dla gromady ustalono 17 członków gromadzkiej rady narodowej.
29 lutego 1956 do gromady Sławno przyłączono kolonię Grudzeń z gromady Kamień w tymże powiecie.
31 grudnia 1959 do gromady Sławno przyłączono kolonię Grudzeń Las ze zniesionej gromady Kamień, wsie Kozenin i Owadów oraz kolonie Kamilówka, Władysławów, Bolesławów i Brzezinki ze zniesionej gromady Kozenin a także wieś Popławy ze zniesionej gromady Psary.
1 stycznia 1969 do gromady Sławno przyłączono obszar zniesionej gromady Prymusowa Wola.
Gromada przetrwała do końca 1972 roku, czyli do kolejnej reformy gminnej. 1 stycznia 1973 utworzono gminę Sławno.